# Efraím Cardozo
Efraím Cardozo Sosa (Villarrica, 16 de octubre de 1906-Asunción, 10 de abril de 1973) fue un historiador, diplomático, docente y político paraguayo. Ejerció diversos cargos en el ámbito público, académico y diplomático, y fue senador hasta su fallecimiento.

## Biografía
Efraím Cardozo nació el 16 de octubre de 1906 en Villarrica, Paraguay. Fue hijo del educador Ramón Indalecio Cardozo y de Juana Sosa. Contrajo matrimonio con Hilda Clara Saguier Aceval.
En 1921, ingresó al Colegio Nacional de la Capital. En 1925, ejerció la presidencia del centro estudiantil y codirigió la revista Ariel junto a Juan Esteban Carrón. Finalizó sus estudios secundarios con calificaciones destacadas y posteriormente inició la carrera de derecho. Se graduó de abogado con una tesis titulada «El Chaco en el Virreinato del Río de la Plata».
Desde inicios de su trayectoria profesional estuvo vinculado a los círculos intelectuales, periodísticos y académicos. Se especializó en historia del Paraguay y del Virreinato del Río de la Plata, con énfasis en el estudio del conflicto chaqueño. Ejerció la docencia en la Universidad Nacional de Asunción, la Universidad Católica de Asunción y en instituciones de nivel medio como el Colegio San José y el Colegio Teresiano.

## Trayectoria política y diplomática
Entre 1928 y 1932, se desempeñó como secretario de la Presidencia de la República del Paraguay. En 1933, fue designado secretario de la legación nacional en Río de Janeiro. Durante la guerra del Chaco (1932-1935), cumplió funciones en el Comando de Operaciones bajo el mando del general José Félix Estigarribia.
Fue nombrado por el presidente Eusebio Ayala como miembro de la Comisión de Límites que gestionó el protocolo del 12 de junio de 1935. Posteriormente integró la Delegación Paraguaya ante la Conferencia de Paz, desempeñándose como secretario general. Fue parte del cuerpo diplomático en el Colegio Arbitral que firmó el laudo limítrofe de 1938.
Durante el primer gabinete del presidente Estigarribia, asumió el Ministerio de Justicia, Culto e Instrucción Cívica, e interinó el cargo de ministro de Relaciones Exteriores. En ese mismo año fue electo diputado.
En 1940, fue designado ministro Plenipotenciario ante el Gobierno de la República Argentina. Luego del auto golpe de Estado de 1940 y la proscripción del Partido Liberal, se exilió en Buenos Aires, donde trabajó como redactor en el diario La Razón.
En 1954, dictó cursos en el Instituto de Cultura Hispánica en Europa, invitado por la Escuela de Estudios Superiores Latinoamericanos.
En una etapa posterior de su vida política, accedió a una banca en el Senado, cargo que desempeñó hasta su fallecimiento en 1973.

## Producción intelectual
Su actividad como comunicador se remonta a 1917, cuando participó en la publicación del periódico escolar El Guaireño. Fue redactor y director del diario El Liberal; colaboró con artículos en La Razón (Buenos Aires), El Radical, ABC Color y Comunidad (Asunción).
Entre 1923 y 1932, publicó obras centradas en la defensa de los derechos jurídicos paraguayos sobre el Chaco Boreal, como El Chaco en el Régimen de las Intendencias, El Chaco y los Virreyes, La Audiencia de Charcas y la Facultad de Gobierno y Apuntes de historia cultural del Paraguay. Su colección de trece tomos Hace cien años, publicada en La Tribuna, constituyó un importante aporte al estudio de la guerra de la Triple Alianza.
Sus principales libros incluyen:
- El Paraguay de la Conquista

- El Paraguay Colonial. Las raíces de la nacionalidad

- El Paraguay Independiente

- Apuntes de historia cultural del Paraguay

- Vísperas de la Guerra del Paraguay (1954)

En 1961, recibió el Premio Alberdi-Sarmiento del diario La Prensa de Buenos Aires.

## Fallecimiento
Efraím Cardozo falleció el 10 de abril de 1973, en ejercicio del cargo de senador. Fue miembro de diversas instituciones académicas del continente americano y de España dedicadas al estudio de la historia y la cultura política.